# Melanie Lynskey
Melanie Jayne Lynskey (* 16. května 1977, New Plymouth, Nový Zéland) je novozélandská herečka. Je známá ztvárněním komplexních žen a ovládáním amerických dialektů, pracuje převážně v nezávislých filmech. Je držitelkou dvou Critics' Choice Awards, obdržela také nominaci na cenu Emmy a Ceny sdružení filmových a televizních herců.
Svůj filmový debut zaznamenala ve filmu Nebeská stvoření (1994), kde ztvárnila dospívající vražedkyni. Poté, co se přestěhovala do Spojených států, si vybudovala kariéru hraním vedlejších rolí v různých velkorozpočtových filmech, mezi nimi například Věčný příběh (1998) Detroit Rock City (1999), Vždyť já jsem roztleskávačka (1999), Divoké kočky (2000), Opuštěná (2002), Holka na roztrhání (2002), Jak nezískat Pulitzera (2003), Vlajky našich otců (2006), Všude dobře, proč být doma (2009), Lítám v tom (2009), Informátor! (2009), Leaves of Grass (2009), Win Win (2011), Hledám přítele pro konec světa (2012), Charlieho malá tajemství (2012), They Came Together (2014) a K zemi hleď! (2021).
V roce 2012 se dočkala uznání kritiků a nominace na Gotham Award za průlomový výkon za roli rozvedené ženy v depresích ve filmu Ahoj, musím už jít, což se ukázalo být zlomem v její kariéře. Hlavní role ve filmech Šťastné a veselé (2014), Za láskou do Paříže (2014), Začít nanovo (2014), Zásah do vztahu (2016), Rainbow Time (2016), Little Boxes (2016), I Don't Feel at Home in This World Anymore (2017),Má volba (2017), Sadie (2018) a Lady of the Manor (2021) z ní udělaly prominentní postavu americké nezávislé filmové komunity.
Mimo filmu se proslavila rolí Rose v sitcomu Dva a půl chlapa (2003–2015) stanice CBS. Mezi lety 2015 a 2016 ztvárnila roli Michelle Pierson seriálu Počtyřech společnosti HBO, za níž obdržela nominaci na Critics' Choice Television Award. Propůjčila svůj hlas Beatrice v animované minisérii Za zdí zahrady (2014) stanice Cartoon Network a Megan v seriálu Future-Worm! (2016–2018) stanice Disney XD. Dále ztvárnila hlavní roli Molly Strand v první řadě seriálu Castle Rock (2018) společnosti Hulu, Rosemary Thomson v minisérii Mrs. America (2020) společnosti FX a Betty Gore minisérii Candy: Smrt v Texasu (2022) společnosti Hulu. V současné době ztvárňuje roli Shauny v dramatickém seriálu Yellowjackets (2021–dosud) stanice Showtime, za níž v roce 2022 získala Critics' Choice Award za nejlepší herečku v dramatickém seriálu a obdržela nominaci na cenu Emmy za nejlepší ženský herecký výkon v dramatickém seriálu.

## Život
Melanie se narodila v New Plymouth na Novém Zélandu rodičům Kay a Timu Lynskeyovým. Její matka je realitní makléřka a otec je ortoped. Je nejstarší z pěti dětí, má tři bratry a jednu sestru.
Během jejího dětství se s rodinou přestěhovala na rok do Anglie, než se vrátili zpět na Nový Zéland. Navštěvovala školu New Plymouth Girls' High School, kde se zúčastňovala divadelního kroužku a účinkovala v hrách. Po střední škole studovala na Victoriině univerzitě ve Wellingtonu.

## Osobní život
V roce 2001 se seznámila s hercem Jimmim Simpsonem během natáčení minisérie Dům v růžích, v níž oba účinkovali. V roce 2005 se zasnoubili a dne 14. května 2007 se vzali v kapli na jezeře Hayes, nedaleko Queenstonu na Novém Zélandu. Lynskey podala v září 2012 žádost o rozvod s odvoláním na nepřekonatelné rozdíly ve vztahu. Rozvod byl dokončen dne 23. května 2014. V únoru 2017 oznámila zásnuby s hercem Jasonem Ritterem, s nímž byla ve vztahu čtyři roky.

## Filmografie

### Film
| Rok  | Název                                           | Role                      | Poznámky                      |
| ---- | ----------------------------------------------- | ------------------------- | ----------------------------- |
| 1994 | Nebeská stvoření                                | Pauline Parker            |                               |
| 1996 | Přízraky                                        | zástupkyně                |                               |
| 1998 | Věčný příběh                                    | Jacqueline de Ghent       |                               |
| 1999 | Foreign Correspondents                          | Melody                    |                               |
| 1999 | Detroit Rock City                               | Beth Bumstein             |                               |
| 1999 | Vždyť já jsem roztleskávačka                    | Hilary                    |                               |
| 1999 | Višňový sad                                     | Dunyasha                  |                               |
| 1999 | Measureless to Man                              |                           | krátký film                   |
| 2000 | Divoké kočky                                    | Gloria                    |                               |
| 2001 | Snakeskin                                       | Alice                     |                               |
| 2002 | Střelci                                         | Marie                     |                               |
| 2002 | Opuštěná                                        | Mousy Julie               |                               |
| 2002 | Holka na roztrhání                              | Lurlynn                   |                               |
| 2003 | Claustrophobia                                  | Lauren                    |                               |
| 2003 | Jak nezískat Pulitzera                          | Amy Brand                 |                               |
| 2004 | The Nearly Unadventurous Life of Zoe Cadwaulder | Zoe Cadwaulder            | krátký film                   |
| 2005 | Říkej mi strýčku                                | Susan                     |                               |
| 2006 | Park                                            | Sheryl                    |                               |
| 2006 | Vlajky našich otců                              | Pauline Harnois           |                               |
| 2007 | Výbor ťuťu ňuňu cecíků                          | žena na plastické operaci |                               |
| 2008 | Show of Hands                                   | Jess                      |                               |
| 2008 | A Quiet Little Marriage                         | Monique                   |                               |
| 2009 | Všude dobře, proč být doma                      | Munch Garnett             |                               |
| 2009 | Lítám v tom                                     | Julie Bingham             |                               |
| 2009 | Informátor!                                     | Ginger Whitacre           |                               |
| 2009 | Leaves of Grass                                 | Colleen                   |                               |
| 2010 | Helena from the Wedding                         | Alice                     |                               |
| 2011 | Win Win                                         | Cindy                     |                               |
| 2011 | Poslední gól                                    | Macy                      |                               |
| 2012 | Ahoj, musím už jít                              | Amy                       |                               |
| 2012 | Eye of the Hurricane                            | Amelia Kyte               |                               |
| 2012 | Hledám přítele pro konec světa                  | Karen Amalfi              |                               |
| 2012 | Charlieho malá tajemství                        | teta Helen                |                               |
| 2012 | Putzel                                          | Sally                     |                               |
| 2013 | The Big Ask                                     | Hannah                    |                               |
| 2014 | Šťastné a veselé                                | Kelly                     |                               |
| 2014 | They Came Together                              | Brenda                    |                               |
| 2014 | Chu and Blossom                                 | Miss Shoemaker            |                               |
| 2014 | Za láskou do Paříže                             | Devon                     |                               |
| 2014 | Začít nanovo                                    | Annie                     |                               |
| 2015 | Hledači ohně                                    | Squiggy                   |                               |
| 2016 | Zásah do vztahu                                 | Annie                     |                               |
| 2016 | Rainbow Time                                    | Lindsay                   |                               |
| 2016 | The Great & The Small                           | Margaret                  |                               |
| 2016 | Little Boxes                                    | Gina                      |                               |
| 2016 | Folk Hero & Funny Guy                           | Becky                     |                               |
| 2017 | I Don't Feel at Home in This World Anymore      | Ruth Kimke                |                               |
| 2017 | XX                                              | Mary                      | segment: „The Birthday Party“ |
| 2017 | 1 Mile to You                                   | trenérka Rowan            |                               |
| 2017 | Má volba                                        | Janice Hanratty           |                               |
| 2017 | The Changeover                                  | Kate Chant                |                               |
| 2018 | Sadie                                           | Rae                       |                               |
| 2021 | Lady of the Manor                               | K zemi hleď!              |                               |
| 2021 | K zemi hleď!                                    | June Mindy                |                               |

### Televize
| Rok        | Název                                 | Role                    | Poznámky                                     |
| ---------- | ------------------------------------- | ----------------------- | -------------------------------------------- |
| 2002       | Dům v růžích                          | Rachel Wheaton          | 3 díly                                       |
| 2003       | Policejní odznak                      | Marcy                   | 2 díly                                       |
| 2003–2015  | Dva a půl chlapa                      | Rose                    | 63 dílů                                      |
| 2007       | Drive                                 | Wendy Partrakas         | 6 dílů                                       |
| 2008       | Comanche Moon                         | Pearl Coleman           | 3 díly                                       |
| 2008       | Agentura Jasno                        | Emily Bloom             | díl: „Vražedná móda“                         |
| 2008       | Láska je Láska                        | Clea Mason              | 2 díly                                       |
| 2009       | It's Always Sunny in Philadelphia     | Kate                    | díl: „The Gang Exploits the Mortgage Crisis“ |
| 2010       | Memphis Beat                          | Annaliese Jones         | díl: „Polk Salad Annie“                      |
| 2010–2012  | The Life & Times of Tim               | Becky (hlas)            | 6 dílů                                       |
| 2012       | Dr. House                             | Natalie Travers         | díl: „Lepší polovička“                       |
| 2014       | Za zdí zahrady                        | Beatrice (hlas)         | 8 dílů                                       |
| 2014–2015  | Jake a piráti ze Země Nezemě          | Pearl (hlas)            | 2 díly                                       |
| 2015–2016  | Počtyřech                             | Michelle Pierson        | hlavní role, 16 dílů                         |
| 2015       | Key and Peele                         | snoubenka               | díl: „The Job Interview“                     |
| 2016–2018  | Future-Worm!                          | Megan (hlas)            | 13 dílů                                      |
| 2016       | Zvířátka                              | Linda (hlas)            | díl: „Squirrels Part II.“                    |
| 2016       | Our Ex-Wife                           | Sara                    | díl: „Pilot“                                 |
| 2017       | Americký táta                         | Sharon (hlas)           | díl: „A Whole Slotta Love“                   |
| 2017       | Girlboss                              | Gail                    | 3 díly                                       |
| 2017       | Sunshine                              | Zara Skelton            | minisérie, hlavní role, 4 díly               |
| 2017       | Léto k nepřežití: O deset let později | Laura                   | 2 díly                                       |
| 2018       | Summer Camp Island                    | Sun (hlas)              | 3 díly                                       |
| 2018       | Castle Rock                           | Molly Strand            | hlavní role, 10 dílů                         |
| 2019       | Easy                                  | Beth                    | díl: „Nepopsaný list“                        |
| 2020       | Mrs. America                          | Rosemary Thomson        | 8 dílů                                       |
| 2021       | Malý Sheldon                          | profesorka Dora Ericson | 2 díly                                       |
| 2021       | Máma                                  | Shannon                 | díl: „Lidi jako já a velký rozruch“          |
| 2021–dosud | Yellowjackets                         | Shauna                  | hlavní role, 10 dílů                         |
| 2022       | Candy: Smrt v Texasu                  | Betty Gore              | hlavní role, 5 dílů                          |
| 2023       | The Last of Us                        | Kathleen                | hostující role                               |